# 第23回アカデミー賞
第23回アカデミー賞（だい23かいアカデミーしょう）は、1950年の映画を対象としており、授賞式は1951年3月29日に行われた。司会はフレッド・アステアが務めた。
『イヴの総て』が14部門でノミネートされ、『風と共に去りぬ』（13部門）を超えて最多記録となった。

## 受賞とノミネート一覧
太文字のものが受賞である。
| 作品賞 | 監督賞 |
| --- | --- |
| - 『イヴの総て』 - 『ボーン・イエスタデイ』 - 『花嫁の父』 - 『キング・ソロモン』 - 『サンセット大通り』 | - ジョーゼフ・L・マンキーウィッツ – 『イヴの総て』 - ジョージ・キューカー – 『ボーン・イエスタデイ』 - ジョン・ヒューストン – 『アスファルト・ジャングル』 - キャロル・リード – 『第三の男』 - ビリー・ワイルダー – 『サンセット大通り』                                                                        |
| 主演男優賞 | 主演女優賞 |
| - ホセ・フェラー – 『シラノ・ド・ベルジュラック』 - ルイス・カルハーン – The Magnificent Yankee - ウィリアム・ホールデン – 『サンセット大通り』 - ジェームズ・ステュアート – 『ハーヴェイ』 - スペンサー・トレイシー – 『花嫁の父』 | - ジュディ・ホリデイ – 『ボーン・イエスタデイ』 - アン・バクスター – 『イヴの総て』 - ベティ・デイヴィス – 『イヴの総て』 - エリノア・パーカー – 『女囚の掟』 - グロリア・スワンソン – 『サンセット大通り』 |
| 助演男優賞 | 助演女優賞 |
| - ジョージ・サンダース – 『イヴの総て』 - ジェフ・チャンドラー – 『折れた矢』 - エドマンド・グウェン – Mister 880 - サム・ジャッフェ – 『アスファルト・ジャングル』 - エリッヒ・フォン・シュトロハイム – 『サンセット大通り』 | - ジョセフィン・ハル – 『ハーヴェイ』 - ホープ・エマーソン – 『女囚の掟』 - セレステ・ホルム – 『イヴの総て』 - ナンシー・オルソン – 『サンセット大通り』 - セルマ・リッター – 『イヴの総て』 |
| 脚本賞 | 脚色賞 |
| - 『サンセット大通り』 – チャールズ・ブラケット、ビリー・ワイルダー、D・M・マーシュマン・Jr - 『男たち』 – カール・フォアマン - 『アダム氏とマダム』 – ルース・ゴードン、ガーソン・ケニン - 『女囚の掟』 – バーナード・ショーンフェルド、ヴァージニア・ケロッグ - 『復讐鬼』 – ジョーゼフ・L・マンキーウィッツ、レッサー・サミュエルズ | - 『イヴの総て』 – ジョーゼフ・L・マンキーウィッツ - 『折れた矢』 - マイケル・ブランクフォート - 『花嫁の父』 – フランセス・グッドリッチ、アルバート・ハケット - 『アスファルト・ジャングル』 – ベン・マドー、ジョン・ヒューストン - 『ボーン・イエスタデイ』 – アルバート・マンハイマー                        |
| 原案賞 | 短編アニメ賞 |
| - 『暗黒の恐怖』 – エドナ・アンハルト、エドワード・アンハルト - 『拳銃王』 - アンドレ・ド・トス、ウィリアム・ボクーズ - 『にがい米』 – ジュゼッペ・デ・サンティス、カルロ・リッツァーニ - When Willie Comes Marching Home – サイ・ゴンバーグ - Mystery Street – レナード・スピゲルガス | - Gerald McBoing-Boing - 『ごきげんないとこ』 - Trouble Indemnity |
| 長編ドキュメンタリー映画賞 | 短編ドキュメンタリー映画賞 |
| - The Titan: Story of Michelangelo - With These Hands | - Why Korea? - The Fight: Science Against Cancer - The Stairs |
| 短編実写映画賞（一巻） | 短編実写映画賞（二巻） |
| - Grandad of Races – ゴードン・ホリングゼッド - Blaze Busters – ロバート・ヤングソン - Wrong Way Butch – ピート・スミス | - In Beaver Valley - Grandma Moses - My Country 'Tis of Thee |
| ドラマ・コメディ音楽賞 | ミュージカル音楽賞 |
| - 『サンセット大通り』 – フランツ・ワックスマン - No Sad Songs for Me – ジョージ・ダニング - 『イヴの総て』 – アルフレッド・ニューマン - 『快傑ダルド』 – マックス・スタイナー - 『サムソンとデリラ』 – ヴィクター・ヤング | - 『アニーよ銃をとれ』 – アドルフ・ドイチュ、ロジャー・イーデンス - The West Point Story – レイ・ハインドーフ - I'll Get By – ライオネル・ニューマン - 『土曜は貴方に』 – アンドレ・プレヴィン - 『シンデレラ』 – オリバー・ウォレス、ポール・J・スミス                                                         |
| 歌曲賞 | 録音賞 |
| - 「モナ・リザ」 （『別働隊』） – レイ・エバンズ（作詞・作曲）、ジェイ・リビングストン（作詞・作曲） - "Be My Love" from The Toast of New Orleans – ニコラス・ブロズスキー（作曲）、サミー・カーン（作詞） - 「ビビディ・バビディ・ブー」 （『シンデレラ』） – マック・デヴィッド（作詞・作曲）、アル・ホフマン（作詞・作曲）、ジェリー・リヴィングストン（作詞・作曲） - "Mule Train" （Singing Guns） – フレッド・グリックマン（作詞・作曲）、ハイ・ヒース（作詞・作曲）、ジョニー・ラング（作詞・作曲） - "Wilhelmina" （Wabash Avenue） – ジョセフ・マイロー（作曲）、マック・ゴードン（作詞） | - 『イヴの総て』 – 20世紀フォックス・スタジオ・サウンド部 - Trio – パインウッド・スタジオ・サウンド部 - 『われら自身のもの』 – サミュエル・ゴールドウィン・スタジオ・サウンド部 - Louisa – ユニバーサル＝インターナショナル・スタジオ・サウンド部 - 『シンデレラ』 – ウォルト・ディズニー・スタジオ・サウンド部 |
| 美術監督賞（白黒） | 美術監督賞（カラー） |
| - 『サンセット大通り』 – 美術: ハンス・ドライアー、ジョン・ミーハン、装置: サム・コマー、レイ・モイヤー - 『赤きダニューブ』 – 美術: セドリック・ギボンズ、ハンス・ピーターズ、装置: エドウィン・B・ウィリス、ヒュー・ハント - 『イヴの総て』 – 美術: ライル・ウィーラー、ジョージ・W・デイヴィス、装置: トーマス・リトル、ウォルター・M・スコット | - 『サムソンとデリラ』 – 美術: ハンス・ドライアー、ウォルター・タイラー、装置: サム・コマー、レイ・モイヤー - 『月世界征服』 – 美術: エルンスト・フェジッテ、装置: George Sawley - 『アニーよ銃をとれ』 – 美術: セドリック・ギボンズ、ポール・グロッシー、装置: エドウィン・B・ウィリス、Richard A. Pefferle    |
| 撮影賞（白黒） | 撮影賞（カラー） |
| - 『第三の男』 – ロバート・クラスカー - 『イヴの総て』 – ミルトン・クラスナー - 『復讐の荒野』 – ヴィクター・ミルナー - 『アスファルト・ジャングル』 – ハロルド・ロッソン - 『サンセット大通り』 – ジョン・サイツ | - 『キング・ソロモン』 – ロバート・サーティース - 『サムソンとデリラ』 – ジョージ・バーンズ - 『快傑ダルド』 – アーネスト・ホーラー - 『折れた矢』 – アーネスト・パーマー - 『アニーよ銃をとれ』 – チャールズ・ロッシャー                                                                                       |
| 衣裳デザイン賞（白黒） | 衣裳デザイン賞（カラー） |
| - 『イヴの総て』 – イーディス・ヘッド、チャールズ・ルメイヤ - 『ボーン・イエスタデイ』 – ジャン・ルイ - The Magnificent Yankee – ウォルター・プランケット | - 『サムソンとデリラ』 – イーディス・ヘッド、ドロシー・ジーキンス、エロイーズ・ジェンセン、ジャイル・スティール、グウェン・ウェイクリング - 『フォーサイト家の女』 – ウォルター・プランケット、ヴァイエス - 『黒ばら』 – マイケル・ウィテカー                                                                   |
| 編集賞 | 特殊効果賞 |
| - 『キング・ソロモン』 - コンラッド・A・ネルヴィッヒ、ラルフ・E・ウィンターズ - 『イヴの総て』 - バーバラ・マクリーン - 『アニーよ銃をとれ』 - ジェームズ・E・ニューカム - 『サンセット大通り』 - アーサー・P・シュミット、ドーン・ハリソン - 『第三の男』 - オズワルド・ハーフェンリヒター | - 『月世界征服』 – ジョージ・パル・プロダクションズ、イーグル・ライオン・クラシックス - 『サムソンとデリラ』 – セシル・B・デミル・プロダクションズ、パラマウント映画 |

### アカデミー名誉賞
- ジョージ・マーフィ
- ルイス・B・メイヤー

### 外国語映画賞
- 『鉄格子の彼方』（ フランス/ イタリア）

### アービング・G・タルバーグ賞
- ダリル・F・ザナック

### 統計
複数候補
- 14候補: 『イヴの総て』
- 11候補: 『サンセット大通り』
- 5候補: 『ボーン・イエスタデイ』、『サムソンとデリラ』
- 4候補: 『アニーよ銃をとれ』、『アスファルト・ジャングル』
- 3候補: 『折れた矢』、『女囚の掟』、『シンデレラ』、『花嫁の父』、『キング・ソロモン』、『第三の男』
- 2候補: 『月世界征服』、『快傑ダルド』、『ハーヴェイ』、The Magnificent Yankee

複数受賞
- 6受賞: 『イヴの総て』
- 3受賞: 『サンセット大通り』
- 2受賞: 『キング・ソロモン』、『サムソンとデリラ』